# Le Second Livre des merveilles
Le Second Livre des merveilles (Tanglewood Tales) est un recueil de nouvelles pour enfants de Nathaniel Hawthorne publié en 1853. Il y réécrit plusieurs récits de la mythologie grecque. Ce recueil est une suite du Livre des merveilles et reprend des mythes différents.
Le Livre des merveilles et sa suite se présentent comme un enchâssement de récits, dans lequel un étudiant de Williams College, Eustache Bright, raconte des histoires à un groupe d'enfants de Tanglewood, un domaine situé à Lenox, dans le Massachusetts, où Hawthorne avait vécu un moment.
Pour ce Second Livre des Merveilles, les histoires racontées sont les suivantes :
- Le Minotaure
- Les Pygmées
- Les Dents de dragon
- Le Palais de Circé
- Les Grains de grenade
- La Toison d’or